# Batalla de Old Trafford
La «Batalla de Old Trafford» es un nombre utilizado por la prensa británica para referirse a un partido de fútbol de la Premier League jugado el domingo 21 de septiembre de 2003 entre Manchester United y Arsenal. Posteriormente, el nombre fue aplicado al mismo encuentro durante la siguiente temporada. El resultado final, un empate a cero, resultó ser significativa para el Arsenal, ya que llegó a terminar la temporada de la Premier League sin una sola derrota, algo que anteriormente solo se había logrado una vez en la historia del fútbol inglés, por parte del Preston North End en el campeonato de 1888-89.
El resumen del partido incluyen la tarjeta amarilla al capitán del Arsenal por un segundo bloqueo, un incidente que también tuvo consecuencias sobre una reserva para Manchester United del delantero Ruud van Nistelrooy, y la decisión controvertida del árbitro Steve Bennett de conceder un tiro penal al Manchester United en el último minuto del partido. Los jugadores de ambos equipos fueron procesados por la Asociación de Fútbol de Inglaterra debido a sus reacciones al final del partido: cinco de los jugadores del Arsenal y dos del Manchester United fueron forzados a pagar multas.

## Partido

### Resumen
| 21 de septiembre de 2003                                                             | Manchester United | 0:0     | Arsenal | Old Trafford, Mánchester                                  |                                                           |
|                                                                                      |                   | Reporte |         | Asistencia: 67.639 espectadores Árbitro(s): Steve Bennett | Asistencia: 67.639 espectadores Árbitro(s): Steve Bennett |
| Ruud van Nistelrooy falló un penal para Manchester United en el tiempo de descuento. |                   |         |         |                                                           |                                                           |

### Detalles
|  |  |

| Manchester United: |    |                     |            |     |
|                    |    |                     |            |     |
| POR                | 1  | Tim Howard          |            |     |
| DEF                | 2  | Gary Neville        |            |     |
| DEF                | 5  | Rio Ferdinand       |            |     |
| DEF                | 27 | Mikaël Silvestre    |            |     |
| DEF                | 22 | John O'Shea         |            | 76' |
| MED                | 3  | Phil Neville        |            |     |
| MED                | 16 | Roy Keane (c)       | 21'        |     |
| MED                | 25 | Quinton Fortune     | Amonestado |     |
| DEL                | 7  | Cristiano Ronaldo   | Amonestado |     |
| DEL                | 11 | Ryan Giggs          |            |     |
| DEL                | 10 | Ruud van Nistelrooy | 81'        |     |
| Suplentes:         |    |                     |            |     |
| POR                | 13 | Roy Carroll         |            |     |
| MED                | 8  | Nicky Butt          |            |     |
| MED                | 19 | Eric Djemba-Djemba  |            |     |
| MED                | 24 | Darren Fletcher     |            |     |
| DEL                | 21 | Diego Forlán        |            | 76' |
| Entrenador:        |    |                     |            |     |
| Sir Alex Ferguson  |    |                     |            |     |

| Arsenal:      |    |                    |            |     |
|               |    |                    |            |     |
| POR           | 1  | Jens Lehmann       |            |     |
| DEF           | 12 | Lauren             |            |     |
| DEF           | 5  | Martin Keown       | Amonestado |     |
| DEF           | 28 | Kolo Touré         | Amonestado |     |
| DEF           | 3  | Ashley Cole        |            |     |
| MED           | 15 | Ray Parlour        |            |     |
| MED           | 4  | Patrick Vieira (c) | 77', 80'   |     |
| MED           | 17 | Gilberto Silva     |            |     |
| MED           | 8  | Fredrik Ljungberg  |            |     |
| DEL           | 10 | Dennis Bergkamp    |            | 82' |
| DEL           | 14 | Thierry Henry      |            |     |
| Suplentes:    |    |                    |            |     |
| POR           | 33 | Graham Stack       |            |     |
| DEF           | 18 | Pascal Cygan       |            |     |
| MED           | 7  | Robert Pirès       |            |     |
| MED           | 17 | Edu                |            | 82' |
| DEL           | 11 | Sylvain Wiltord    |            |     |
| Entrenador:   |    |                    |            |     |
| Arsène Wenger |    |                    |            |     |

### Estadísticas
| Estadísticas          | Manchester United | Arsenal |
| --------------------- | ----------------- | ------- |
| Goles marcados        | 0                 | 0       |
| Total de tiros        | 8                 | 5       |
| Tiros al arco         | 5                 | 0       |
| Posesión de la pelota | 51%               | 49%     |
| Tiros de esquina      | 4                 | 3       |
| Faltas cometidas      | 13                | 18      |
| Fuera de juego        | 2                 | 3       |
| Tarjetas amarillas    | 4                 | 4       |
| Tarjetas rojas        | 0                 | 1       |